# Stadio Rino Mercante
Lo Stadio Rino Mercante è uno stadio sito nella città di Bassano del Grappa, in provincia di Vicenza. Dal punto di vista calcistico, ospita le gare interne del Football Club Bassano 1903. Essendo provvisto di un velodromo, ospita altresì eventi di ciclismo su pista.

## Storia
Il campo fu voluto e pagato nel 1922 dal ricco mecenate bassanese Rino Mercante, il quale donò alla città un campo di calcio quando la squadra di calcio non era ancora nata.
Per l'utilizzo polisportivo del nuovo impianto ad uso delle società sportive già esistenti, il campo fu fornito di una pista di atletica ad anello conforme alle dimensioni richieste dalla F.I.S.A. e di un campo di calcio al suo interno omologato per i campionati nazionali.
All'esterno della pista il Veloce Club Bassano, trovati i finanziatori, organizzò delle gare ciclistiche dotando dell'impianto di una pista in terra battuta nel 1924.
Con l'arrivo di un podestà fascista il campo fu riammodernato e ribattezzato "Campo Sportivo del Littorio" nel 1928, in modo da ben poter figurare nel campionato di Seconda Divisione appena raggiunto.
Il velodromo, inaugurato nell'ottobre 1922 e successivamente rinnovato, ha ospitato in varie occasioni i campionati italiani di ciclismo su pista, nonché i campionati mondiali nel 1985, l'arrivo del Giro del Veneto tra gli anni 1970 e 1980 e arrivi di tappa del Giro d'Italia nel 1946, 1949, 1968, 1970 e 1974.
Dopo il 1945 lo stadio riprese il nome originario.

## Struttura
Gli spalti possono accogliere fino a 2 952 spettatori, suddivisi in due settori:
- Tribuna sud, costruita nel 1985 in occasione dei mondiali di ciclismo su pista, è parzialmente coperta ed ospita 2195 posti a sedere.
- Distinti, di costruzione antecedente rispetto alla tribuna, sono totalmente coperti ed ospitano 757 posti a sedere.

L'impianto non dispone di tribune sui lati corti del campo.
Il campo da calcio è in erba naturale e misura 105 metri per 65; la pista del velodromo è lunga 400 metri ed è pavimentata in resina e cemento. L'illuminazione notturna è garantita da quattro torri faro posizionate agli angoli del campo.
Il velodromo è stato realizzato interamente in calcestruzzo nel 1972. Ne esistono solo due esemplari in Italia (Bassano e Pordenone).

## Incontri internazionali
Le squadre nazionali italiane di calcio hanno disputato due partite presso lo stadio di Bassano, entrambe nel 2013: nell'ordine vi giocarono la nazionale Under-21 e la nazionale femminile.
| Arbitro: | Bieri |

|              |            |           |
| Immobile 60’ | Marcatori  |           |
| Mangia       | Allenatori | Jakovenko |

| Arbitro: | Mularczyk |

|               |            |          |
| Girelli 90+3’ | Marcatori  |          |
| Cabrini       | Allenatori | Delicoiu |